# Sorineuchora undulata
Sorineuchora undulata es una especie de cucaracha del género Sorineuchora, familia Ectobiidae, orden Blattodea. Fue descrita científicamente por Bey-Bienko en 1958.

## Descripción
El cuerpo de la especie mide 8,9 milímetros de longitud.

## Distribución
Se distribuye por China.